# تفنگ گلنگدنی

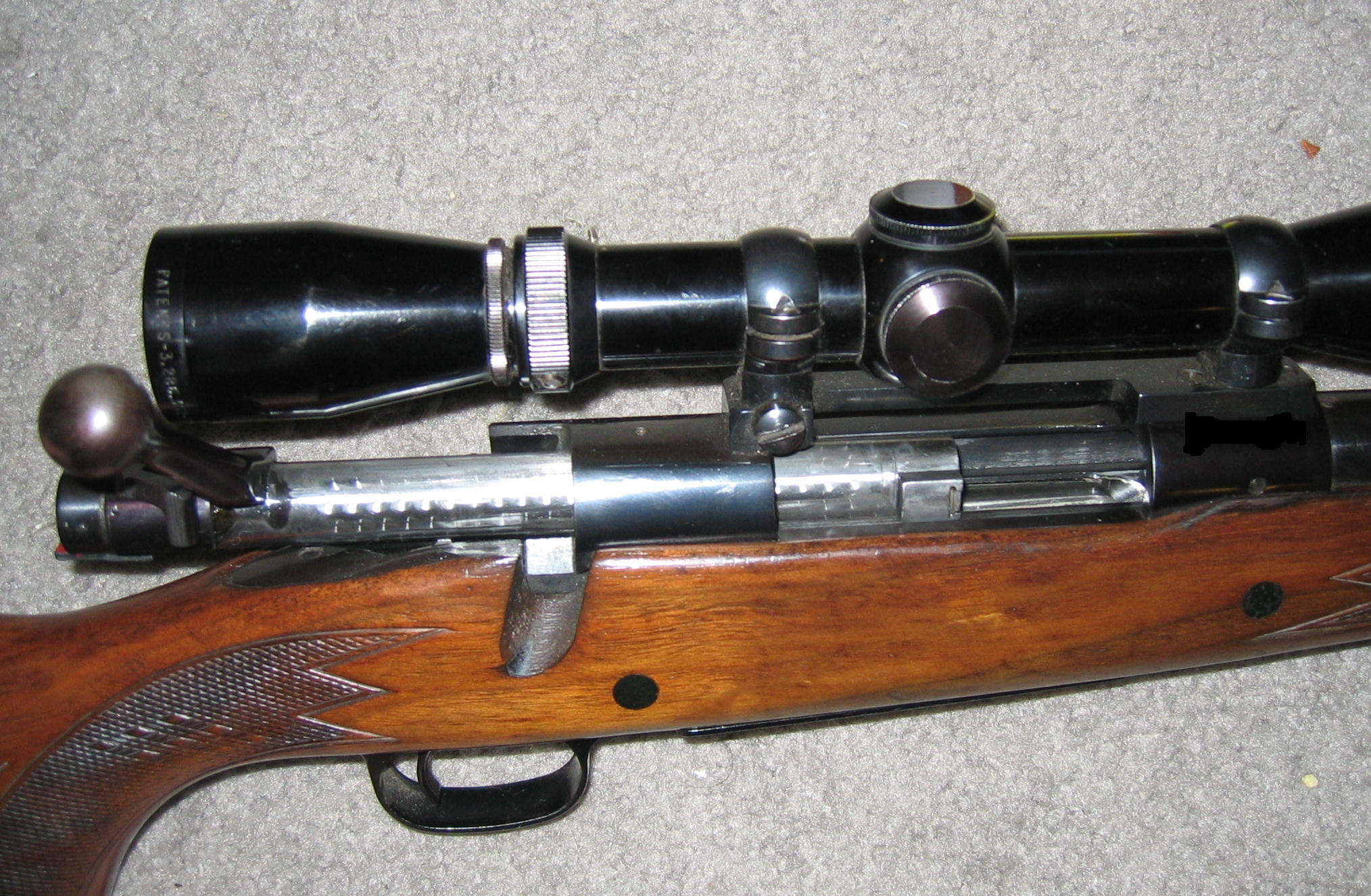
تفنگ گلنگدنی

به تفنگهایی که توسط مکانیزم گلنگدن مسلح می‌شوند تفنگ گلنگدنی می‌گویند.